# St. Joseph (München)

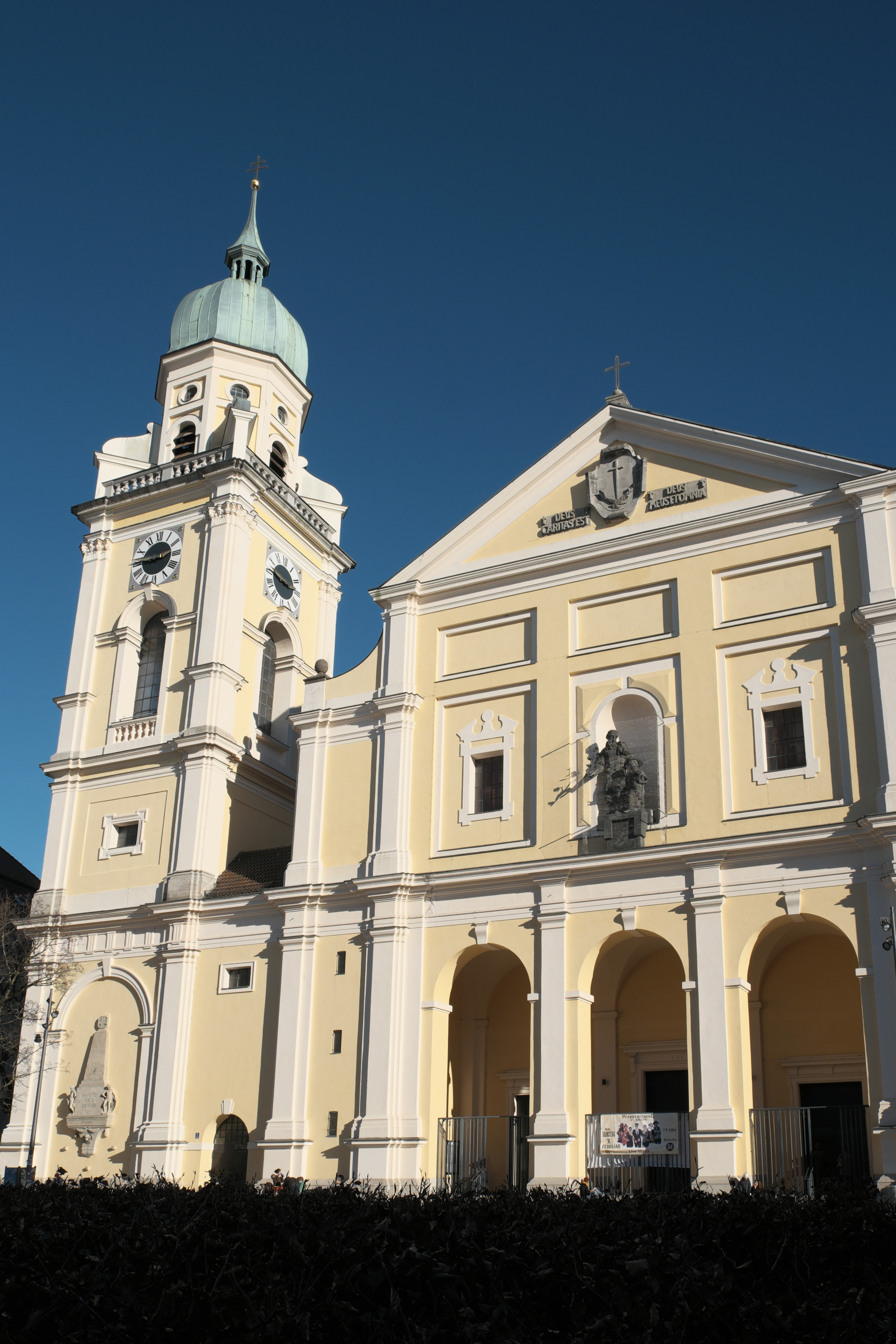
St. Joseph Westfassade

St. Joseph, genannt auch Josephskirche, ist die zweite katholische Pfarrkirche der Maxvorstadt in München. Errichtet im neobarocken Stil von 1898 bis 1902 nach Plänen von Hans Schurr. Seit ihrer Gründung war sie lange Zeit Ordenskirche der Kapuziner.

## Lage
St. Joseph (Josephsplatz 1) befindet sich am östlichen Ende des Josephsplatzes an der Nordgrenze der Maxvorstadt zum Stadtbezirk Schwabing-West. Ihr Turm ist Fluchtpunkt der Augustenstraße, einer der wichtigsten Süd-Nord-Verbindungen der Maxvorstadt. Sie nimmt eine dominierende Rolle der nördlichen Maxvorstadt ein.

## Geschichte

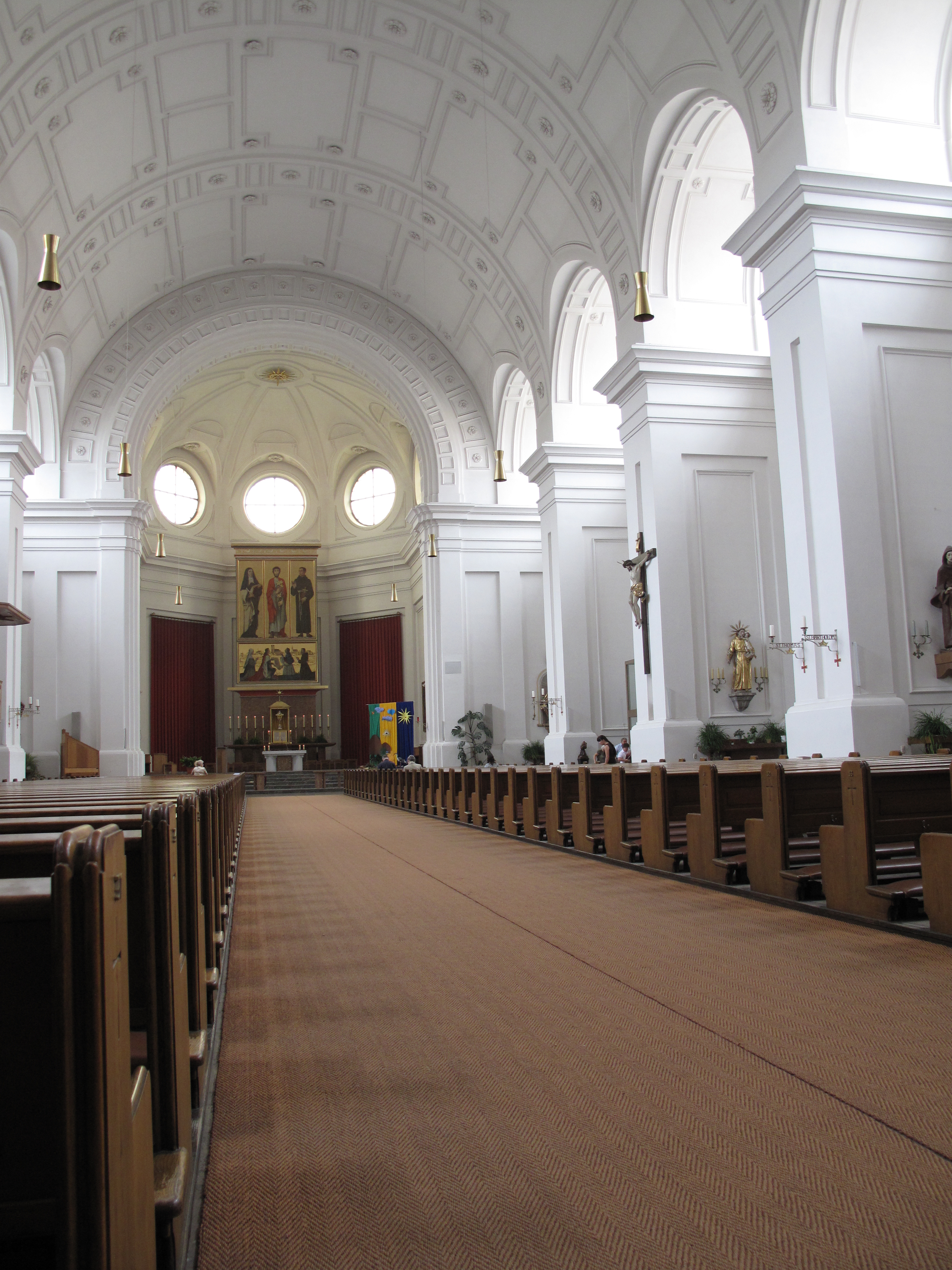
Innenraum von St. Joseph

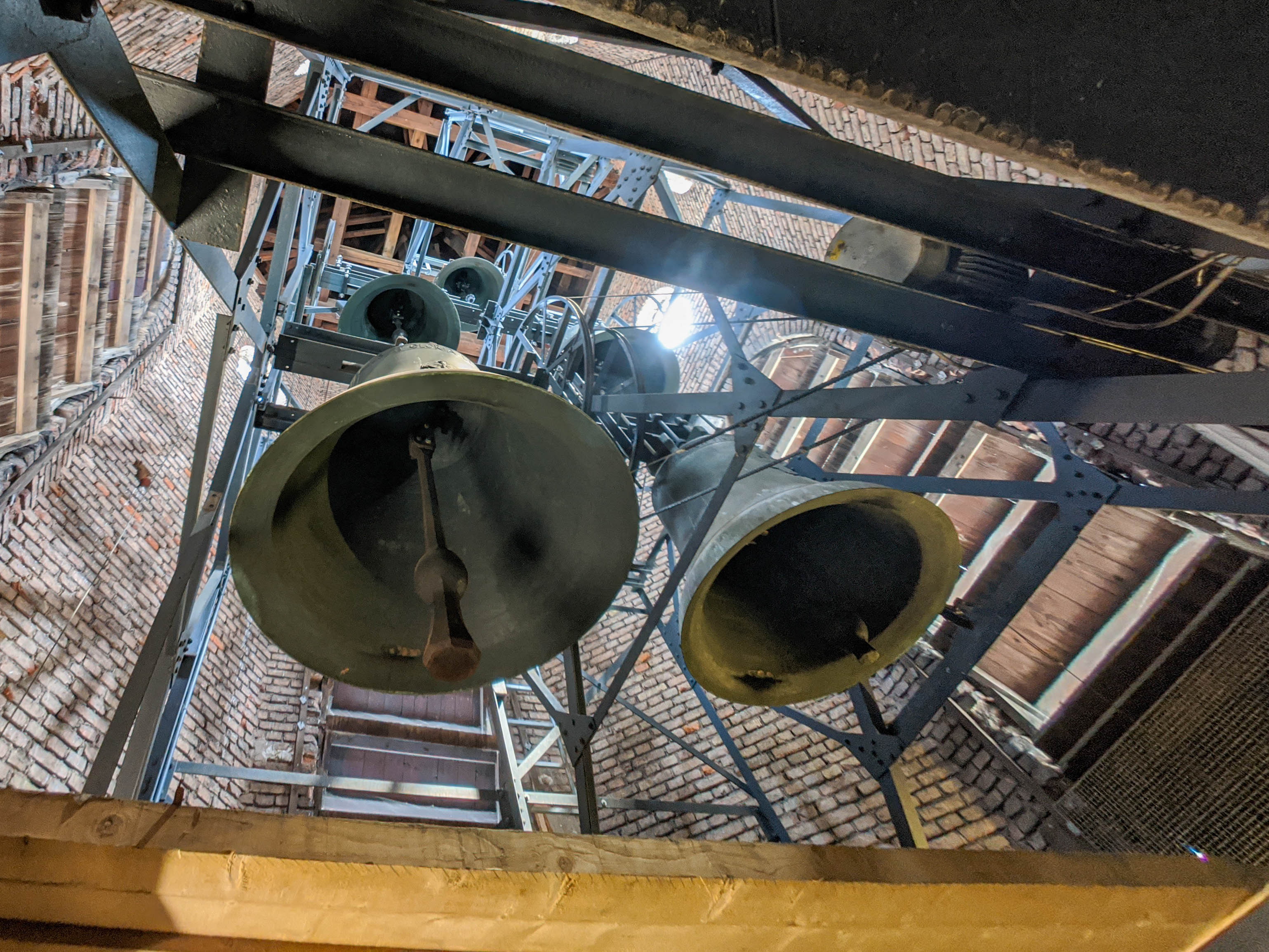
Die fünf Glocken im Turm. Die untere rechte schlägt die Stundenunterteilungen.

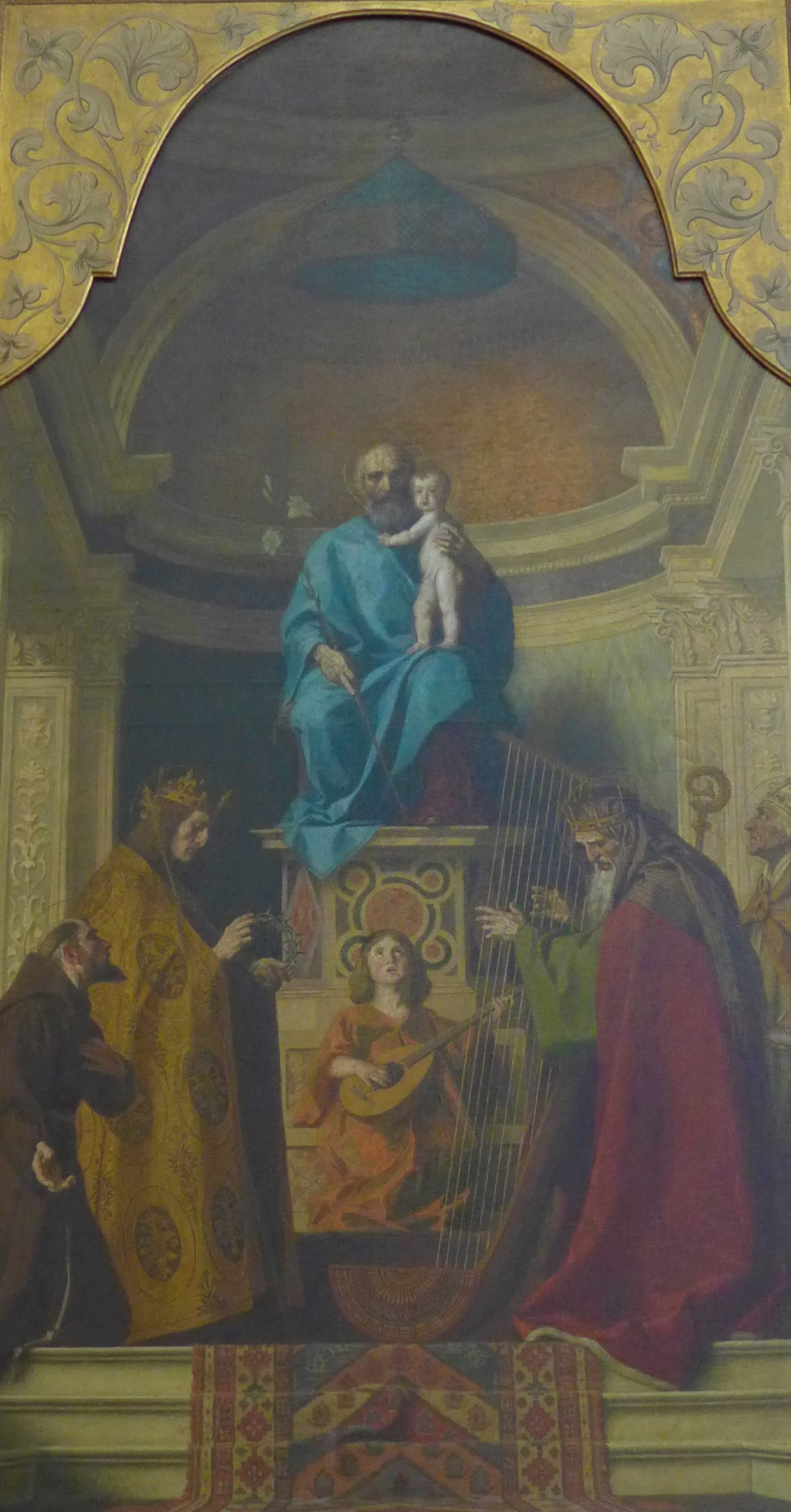
Entwurfsskizze zum ehemaligen Hochaltargemälde, Gebhard Fugel, 1905

Nachdem die Maxvorstadt bis 1900 vollständig bebaut war, wurde die Frage nach neuen Pfarreien für die Menschen in den Neubaugebieten akut. Daher regte der Pfarrer von St. Ludwig an, im Bereich des heutigen Josephsplatzes eine weitere Kirche zu errichten. 1896 bat daher das Erzbistum München und Freising das Provinzkapitel der Kapuziner, einen Konvent zu errichten, deren Ordenskirche eine neue Seelsorgestelle angegliedert werden sollte. Bald nach Zusage errichteten die Kapuziner einen Konvent in der nördlichen Maxvorstadt. 1898 wurde der Grundstein zur Pfarrkirche gelegt. Am 15. Juni 1902 erfolgte die Weihe durch Erzbischof Franz Josef von Stein. St. Joseph wurde zugleich Filialkirche von St. Ludwig. Am 19. September 1913 erhob Erzbischof Franz von Bettinger St. Joseph zur Pfarrei und vertraute die Seelsorge den Patres des Kapuzinerordens an, die sie lange Zeit wahrnahmen.
Während des Zweiten Weltkrieges wurde St. Joseph bei einem Luftangriff am 13. Juni 1944 durch Volltreffer zweier Sprengbomben nahezu zerstört; allein der Turm wies geringe Schäden auf. Dabei ging auch die gesamte Innenausstattung verloren, deren kunsthistorisch bedeutsamste Stücke die 14 monumentalen Kreuzwegstationen von Gebhard Fugel waren.
In der stark zerstörten Maxvorstadt – rund dreiviertel der Bevölkerung war obdachlos – dienten zuerst Kellerräume als Notkirche. 1946 wurde eine hölzerne Notkirche auf dem Josephsplatz errichtet. Nachdem der Wiederaufbau der neobarocken Kirche beschlossen worden war, wurde mit der Beseitigung des Schutts aus dem Kirchenschiff 1950 der Wiederaufbau begonnen. Mit der Weihe des Hochaltars am 6. Juli 1952 durch Weihbischof Anton Scharnagl war er abgeschlossen. 1966 erhielt die Josephskirche fünf neue Glocken.
1984 bis 1990 erfolgte eine Generalsanierung, die den Nachkriegsbau in seiner Substanz stabilisierte. Gleichzeitig erhielt das Tonnengewölbe zarten Stuck und dekorative Rosetten. Somit ist der neobarocke Raumeindruck in stark reduzierter Form wiederhergestellt.
2022 plant die Erzdiözese München und Freising gemeinsam mit der Kirchenstiftung St. Joseph den Neubau des Pfarrheims, Studierendenwohnungen und Flächen für die katholische Hochschulgemeinde. Als Sieger eines internen Wettbewerbs gingen Bernardo Bader Architekten aus Bregenz hervor. Diese sehen einen klinkerverkleideten Ziegelmassivbau mit Säulenumgang vor, wobei letzterer, entsprechend dem historischen Vorbild, auch entlang des Kirchenschiffes verlaufen soll.

## Architektur
Die Kirche wurde als neobarocke, tonnengewölbte Wandpfeilerbasilika mit eingezogenem Polygonchor in beachtlichen Ausmaßen errichtet. Die Länge beträgt 79 Meter, die Breite 31 Meter. Der Gewölbescheitel erhebt sich in 24 Metern Höhe über dem Fußboden der Kirche. Der Turm misst bis hinauf zur Spitze 63 Meter. Der Baukörper steht auf drei Seiten frei. An der Nordseite schließen sich Pfarrhaus bzw. das ehemalige Kapuzinerkloster an. Die nach Kriegszerstörungen im Zweiten Weltkrieg vereinfacht wiederhergestellte Westfassade mit ihrem eingezogenen, dreibogigen Portikus ist von der frühbarocken Fassade des Salzburger Domes inspiriert. Bei der Wiederherstellung wurden die Rundbogenfenster durch Rechteckfenster und der kurvierte Giebel durch einen einfachen Dreiecksgiebel ersetzt. Das vierte Obergeschoss des nördlich abgerückten Turmes ist oktogonal gestaltet und schließt mit Haube und Spitztürmchen nach dem Salzburger Vorbild. Diagonal angeordnet, flankieren gesockelte Voluten als Schmuckformen das tambourartige Turmoktogon. Im Turminneren befindet sich eine Gedenkstätte für die Opfer der beiden Weltkriege des 20. Jahrhunderts und für die 21 Mitglieder des katholischen Gesellenvereins der Pfarrei St. Joseph, die aufgrund von „Kommunismusverdacht“ am 6. und 7. Mai 1919 von reaktionären Kräften des Freikorps Bayreuth unter dem Kommando von Wolff von Stutterheim im Keller des Prinz-Georg-Palais gefoltert, ausgeraubt und schließlich ermordet worden waren.
Die Süd- und Nordseite der Kirche wird durch gestelzte Halbkreisöffnungen durchfenstert. Der Ostteil der Kirche schließt mit einem vorspringenden 5/8-Chor mit Rundfenstern. Die teilzerstörte, reiche neobarocke Ausstattung mit zahlreichen Kapellenaltären wurde in der Nachkriegszeit nicht wiederhergestellt.
Vom raumgreifenden Neobarockaltar mit dem Altarbild „Die Verehrung des heiligen Josef mit dem Jesuskind“ von Gebhard Fugel aus dem Jahr 1905 hat sich nur noch die Ölskizze erhalten. Die Komposition ist inspiriert von der Malerei Giovanni Bellinis.
Die Kirche ist der erste große neofrühbarocke Kirchenbau Münchens. Der Innenraum schließt sich gestalterisch an die Münchener St. Michaelskirche in der Neuhauser Straße an und wirkte für die ebenfalls neobarocke Sendlinger Margaretenkirche am Margaretenplatz beispielgebend. Der 63 Meter hohe Turm setzt einen städtebaulichen Schwerpunkt, der sich auf die Sichtachsen der Augusten-, Adalbert- und Adelheidstraße bezieht.

## Orgeln

### Hauptorgel
Die erste Orgel für die Kirche erbaute 1902 als Opus 417 Franz Borgias Maerz. Dieses pneumatische Kegelladen-Instrument war mit 46 Registern auf drei Manualen und Pedal eines der größten in der Firmengeschichte. 1923 baute Willibald Siemann das Instrument weitgreifend um, erweiterte es leicht und lieferte einen neuen Spieltisch. Dadurch erhielt die Empore mittig mehr Platz für Chor und Orchester bei großen Aufführungen. Das Werk ging bei dem Luftangriff 1944 unter. 
| I Manual   |        |
| Principal  | 16′    |
| Bourdon    | 16′    |
| Principal  | 8′     |
| Gedackt    | 8′     |
| Tibia      | 8′     |
| Gamba      | 8′     |
| Gemshorn   | 8′     |
| Quintflöte | 5 1⁄3′ |
| Octav      | 4′     |
| Dolce      | 4′     |
| Nasard     | 2 ⁄3′  |
| Octav      | 2′     |
| Mixtur IV  | 2′     |
| Cornett IV | 8′     |
| Trompete   | 8′     |

| II Manual         |     |
| Bourdon           | 16′ |
| Principal         | 8′  |
| Gedackt           | 8′  |
| Aeoline           | 8′  |
| Bordunalflöte     | 8′  |
| Amarosa           | 8′  |
| Salicional        | 8′  |
| Fagott/Clarinette | 8′  |

| III Manual            |       |
| Stillgedackt          | 16′   |
| Geigenprincipal       | 8′    |
| Lieblich Gedeckt      | 8′    |
| Dolce                 | 8′    |
| Vox coelestis         | 8′    |
| Fugara                | 4′    |
| Traversflöte          | 4′    |
| Harmonia aetherea III | 2 ⁄3′ |
| Oboe                  | 8′    |

| Pedal           |         |
| Contraviolonbaß | 32′     |
| Principalbaß    | 16′     |
| Subbaß          | 16′     |
| Violonbaß       | 16′     |
| Quintbaß        | 10 2⁄3′ |
| Octavbaß        | 8′      |
| Cello           | 8′      |
| Flötenbaß       | 4′      |
| Posaune         | 16′     |

- Koppeln: II/I, III/I, III/II, I/P, II/P, III/P, Superoktavkoppel I
- Spielhilfen: 1 freie Kombination,  feste Kombinationen: Pianissimo, Piano, Forte, Fortissimo, Tutti; Crescendo, Zungen ab

Das heutige Instrument wurde 1954 von Carl Schuster gebaut. Es hat 59 Register mit elektropneumatischen Kegelladen auf drei Manualen und Pedal. Die Disposition lautete:
| I Hauptwerk C–g3 |       |
| Prinzipal        | 16′   |
| Quintadena       | 16′   |
| Praestant        | 8′    |
| Prinzipal        | 8′    |
| Rohrgedackt      | 8′    |
| Gemshorn         | 8′    |
| Oktave I         | 4′    |
| Oktave II        | 4′    |
| Querflöte        | 4′    |
| Nasat            | 2 ⁄3′ |
| Oktave           | 2′    |
| Kornett          | 8′    |
| Mixtur major     | 2′    |
| Mixtur minor     | 1⁄2′  |
| Trompete         | 16′   |
| Trompete         | 8′    |
| Trompete         | 4′    |

| II Positiv C–g3 |       |
| Holzprinzipal   | 8′    |
| Gedackt         | 8′    |
| Violflöte       | 8′    |
| Ital. Prinzipal | 4′    |
| Koppelflöte     | 4′    |
| Quintadena      | 4′    |
| Sifflöte        | 2′    |
| Kleinquinte     | 1 ⁄3′ |
| Schweizerpfeife | 1′    |
| Scharf          | 1′    |
| Terzzimbel      | 1⁄5′  |
| Rankett         | 16′   |
| Krummhorn       | 8′    |

| III Schwellwerk C–g3 |       |
| Gedackt              | 16′   |
| Metallprincipal      | 8′    |
| Dulzgedackt          | 8′    |
| Weidenpfeife         | 8′    |
| Voix céleste         | 8′    |
| Oktave               | 4′    |
| Rohrflöte            | 4′    |
| Spitzgamba           | 4′    |
| Quinte               | 2 ⁄3′ |
| Nachthorn            | 2′    |
| Terz                 | 4⁄5′  |
| Prinzipalmixtur      | 4′    |
| Scharfzimbel         | 1⁄2′  |
| Dulcian              | 16′   |
| Helle Trompete       | 8′    |
| Oboe                 | 8′    |
| Rohrschalmei         | 4′    |
| Tremulant            |       |

| Pedal C–f1    |        |
| Prinzipalbass | 16′    |
| Subbass       | 16′    |
| Gemshornbass  | 16′    |
| Oktavbass     | 8′     |
| Rohrflöte     | 8′     |
| Quinte        | 5 1⁄3′ |
| Choralbass    | 4′     |
| Bauernpfeife  | 2′     |
| Pedalmixtur   | 4′     |
| Rankett       | 16′    |
| Trompete      | 8′     |
| Clarine       | 4′     |
| Zink          | 2′     |

- Koppeln:  III/II,  III/I,  II/I,  I/P,  II/P,  III/P
- Spielhilfen: Walze,  Laptop-gesteuerte Setzeranlage

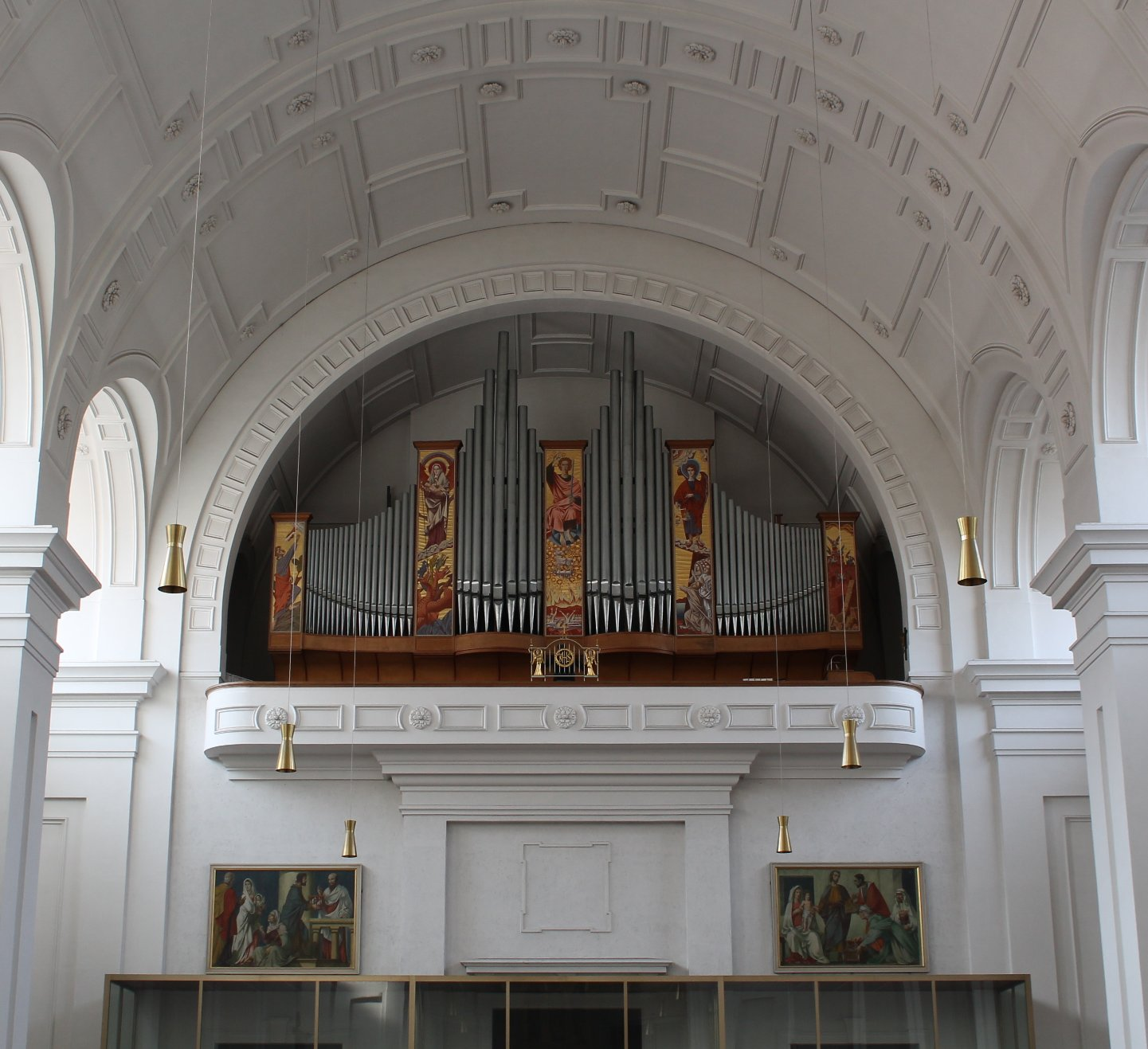
Orgel

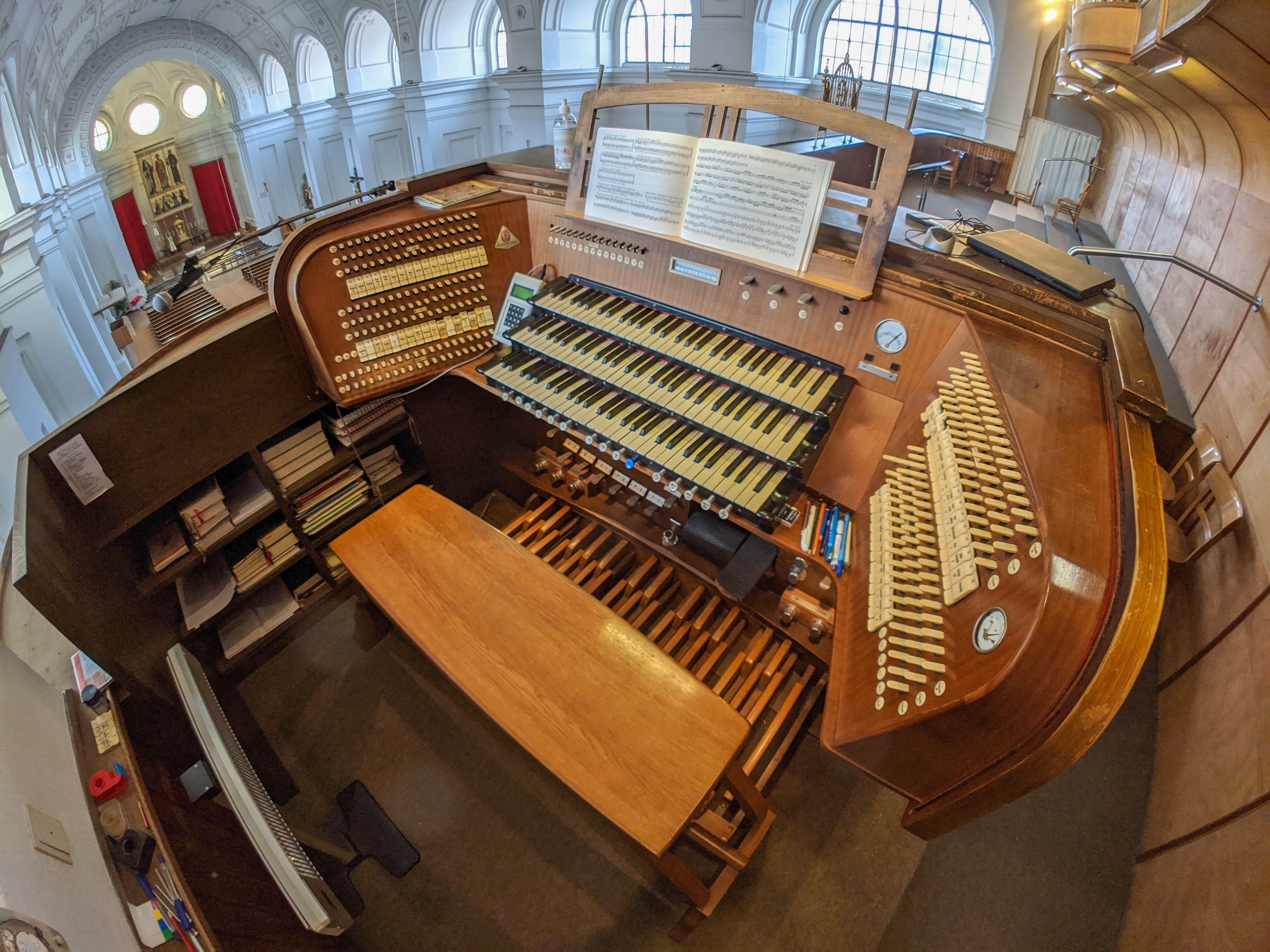
Der frühere Spieltisch der Orgel (1959–2022)

1999 wurde die Orgel von der Orgelbaufirma Münchner Orgelbau Johannes Führer, und im Jahr 2022/23 von Orgelbau Kaps renoviert. Die Disposition lautet heute:
| I Hauptwerk C–g3 |       |
| Prinzipal        | 16′   |
| Quintadena       | 16′   |
| Praestant        | 8′    |
| Principal        | 8′    |
| Rohrgedackt      | 8′    |
| Gemshorn         | 8′    |
| Gamba            | 8′    |
| Oktave           | 4′    |
| Querflöte        | 4′    |
| Quinte           | 2 ⁄3′ |
| Oktave           | 2′    |
| Kornett          | 8′    |
| Mixtur major     | 2′    |
| Mixtur minor     | 1⁄2′  |
| Trompete         | 16′   |
| Trompete         | 8′    |
| Trompete         | 4′    |

| II Positiv C–g3 |                |
| Holzprinzipal   | 8′             |
| Gedackt         | 8′             |
| Cello           | 8′             |
| Violflöte       | 8′             |
| Ital. Principal | 4′             |
| Koppelflöte     | 4′             |
| Sesquialter     | 2 ⁄3′ + 1 3⁄5′ |
| Sifflöte        | 2′             |
| Kleinquinte     | 1 ⁄3′          |
| Scharff         | 1′             |
| Terzzimbel      | 1⁄5′           |
| Trompete        | 8′             |
| Krummhorn       | 8′             |
| Tremulant       |                |

| III Schwellwerk C–g3 |        |
| Gedackt              | 16′    |
| Metallprinzipal      | 8′     |
| Dulzgedackt          | 8′     |
| Weidenpfeife         | 8′     |
| Voix céleste         | 8′     |
| Oktave               | 4′     |
| Rohrflöte            | 4′     |
| Spitzgamba           | 4′     |
| Nasat                | 2 ⁄3′  |
| Oktave               | 2′     |
| Nachthorn            | 2′     |
| Terz                 | 1 3⁄5′ |
| Prinzipalmixtur      | 4′     |
| Scharfzimbel         | 1⁄2′   |
| Dulcian              | 16′    |
| Helle Trompete       | 8′     |
| Oboe                 | 8′     |
| Rohrschalmei         | 4′     |
| Tremulant            |        |

| Pedal C–f1    |        |
| Untersatz     | 32′    |
| Principalbass | 16′    |
| Subbass       | 16′    |
| Gemshornbass  | 16′    |
| Oktavbass     | 8′     |
| Cello         | 8′     |
| Rohrflöte     | 8′     |
| Quinte        | 5 1⁄3′ |
| Choralbass    | 4′     |
| Großterz      | 3 1⁄5′ |
| Pedalmixtur   | 4′     |
| Kontraposaune | 32′    |
| Posaune       | 16′    |
| Trompete      | 8′     |
| Clarine       | 4′     |
| Zink          | 2′     |

- Koppeln: II/I, Sub II/II Sub II/I, III/I, III/II, I/P, II/P, III/P, Super III/P

### Chororgel

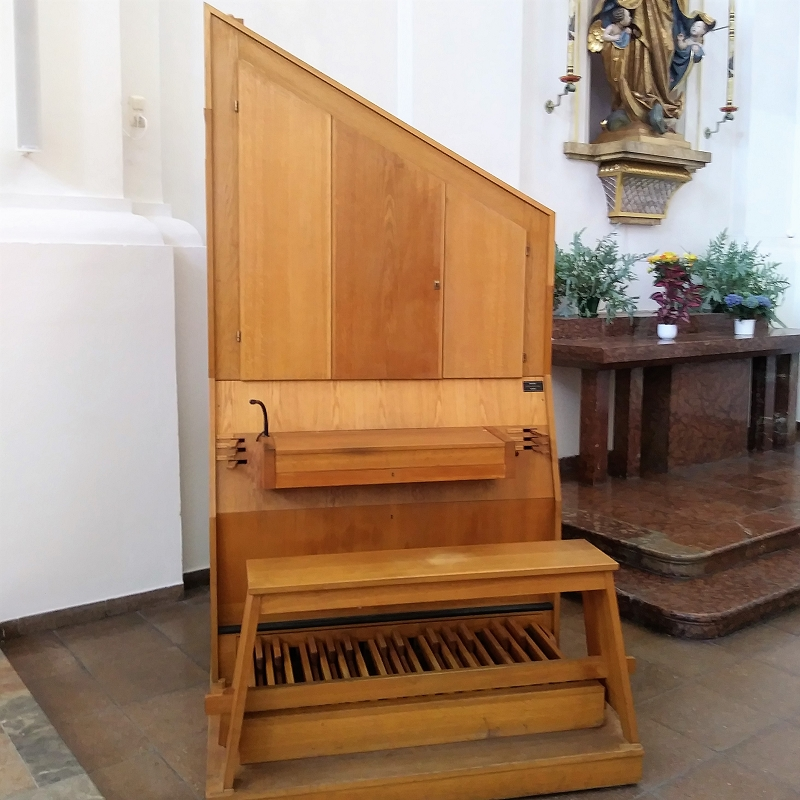
Chororgel

Die Chororgel wurde 1964 als Opus 2087 ursprünglich für St. Gertrud in München von der Firma Steinmeyer gefertigt. Nach zwei Transferierungen über die Bürgersaalkirche (Unterkirche) fungiert das Instrument jetzt hier als Chororgel. Die Disposition lautet wie folgt:
| Manual C–g3 |    |
| Gedackt     | 8′ |
| Principal   | 4′ |
| Rohrflöte   | 4′ |
| Principal   | 2′ |
| Scharff II  |    |

| Pedal C–f1 |     |
| Subbaß     | 16′ |

- Koppel: Man/P

## Glocken
1966 goss Karl Czudnochowsky fünf Glocken aus Bronze für die Josephskirche. Die Schlagtonfolge ist auf die der nahe gelegenen evangelischen Kreuzkirche abgestimmt. Alle Glocken hängen im Oktogon, dem obersten Geschoss des Kirchturms, und erklingen jeden Sonntag im Plenum vor dem Hauptgottesdienst.
| Glocke | Name           | Durchmesser | Gewicht | Schlagton |
| ------ | -------------- | ----------- | ------- | --------- |
| 1      | Dreifaltigkeit | 1750 mm     | 2963 kg | A°+1      |
| 2      | Elisabeth      | 1435 mm     | 1686 kg | cis′-2    |
| 3      | Konstantin     | 1202 mm     | 0982 kg | e′+0      |
| 4      | Maria          | 1070 mm     | 0674 kg | fis′+1    |
| 5      | Joseph         | 0948 mm     | 0472 kg | gis′+1    |

## Gemeinde
Seit 1965 war an St. Joseph auch das Provinzialat der Bayerischen Provinz der Kapuziner angegliedert. Es befindet sich seit 2013 in den Remisen des Kapuzinerklosters St. Anton in der Isarvorstadt. Mit der Aufgabe des Klosters zogen sich die Kapuziner auch aus der Pfarreiverantwortung für die Pfarrei St. Josef zurück und legten die Pfarreiverantwortung in die Hände der Diözese München und Freising.
Das Pfarrgebiet reicht bis nach Schwabing; die Bauerstraße in Norden ist die Grenze zur Schwabinger Pfarrei St. Ursula. Daher wird St. Joseph in öffentlichen Bewusstsein häufiger als Schwabinger Pfarrkirche angesehen, obwohl die Pfarrgemeinde zum größten Teil in der Maxvorstadt liegt. Diese Verwechselung geschieht selbst im Pfarramt (vgl. Festschriften, s. u. Literatur).